# Marko Tomas
Marko Tomas (ur. 3 stycznia 1985 w Koprivnicy) – chorwacki koszykarz, grający na pozycji rzucającego obrońcy lub niskiego skrzydłowego, obecnie zawodnik BC Igokea Aleksandrovac .
W 2010 podpisał kontrakt z tureckim klubem Fenerbahçe Ülker.
16 lipca 2019 dołączył do bośniackiego BC Igokea Aleksandrovac.

## Kariera reprezentacyjna
Tomas zdobył złoty medal z młodzieżową reprezentacją Chorwacji na Mistrzostwach Europy juniorów w 2002 roku. Był częścią reprezentacji Chorwacji na Mistrzostwach Europy w 2005, 2007 i 2011 roku. W 2008 roku wystąpił na Olimpiadzie.

## Osiągnięcia

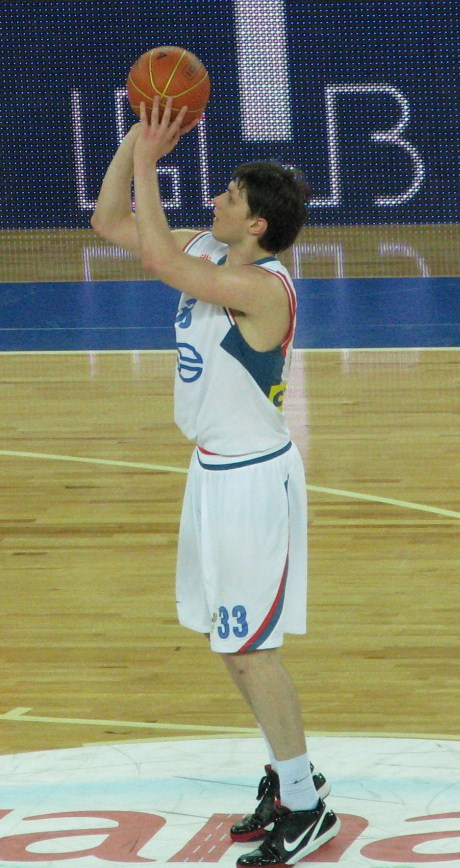
Tomas w 2010.

Stan na 7 września 2019, na podstawie, o ile nie zaznaczono inaczej.

### Drużynowe
- Mistrz:
  - pucharu ULEB (2007)
  - Hiszpanii (2007)
  - Chorwacji (2010, 2014, 2015, 2017)
  - Turcji (2011)
  - Torneo Comunidad de Madrid (2005, 2006, 2008)
- Zdobywca pucharu:
  - Turcji (2011)
  - Chorwacji (2014, 2015, 2017)
- Finalista pucharu Hiszpanii (2007)

### Indywidualne
- Uczestnik meczu gwiazd ligi:
  - chorwackiej (2005, 2010)
  - tureckiej (2011)

### Reprezentacja
Seniorów
- Brąz turnieju London Invitational (2011)
- Uczestnik:
  - mistrzostw:
    - świata (2010 – 14. miejsce)
    - Europy (2005 – 7. miejsce, 2007 – 6. miejsce, 2011 – 13. miejsce, 2017 – 10. miejsce)

  - igrzysk olimpijskich (2008 – 6. miejsce)
  - kwalifikacji do Eurobasketu (2005, 2007)
- Zwycięzca kwalifikacji olimpijskich (2008)

Młodzieżowe
- Mistrz Europy U–18 (2002)
- Uczestnik mistrzostw:
  - świata U–19 (2003 – 4. miejsce)
  - Europy:
    - U–16 (2001 – 12. miejsce)
    - kwalifikacji do Eurobasketu:
      - U–20 (2004 – 12. miejsce)
      - U–16 (2001)